# Depot von Eilenburg
Das Depot von Eilenburg (auch Hortfund von Eilenburg) ist ein Depotfund der frühbronzezeitlichen Aunjetitzer Kultur (2300–1550 v. Chr.) aus Eilenburg im Landkreis Nordsachsen (Sachsen). Das Depot befindet sich heute im Landesmuseum für Vorgeschichte in Halle (Saale). 

## Fundgeschichte
Die genauen Fundumstände und das Fundjahr sind unbekannt.

## Zusammensetzung
Das Depot besteht aus zwei Bronzegegenständen: einer Doppelaxt und dem Bruchstück einer weiteren. Die vollständige Axt ist in der Mitte zerbrochen, bei einer Hälfte dürfte es sich um eine Ergänzung handeln. Die vollständige Axt besitzt auf beiden Seiten fünf Längsrippen, das Bruchstück besitzt auf einer Seite vier und auf der anderen fünf Längsrippen.